# Pilot automàtic
|  | Per a altres significats, vegeu «Pilot automàtic (nàutica)». |

Un pilot automàtic és un sistema mecànic, elèctric o hidràulic usat per a guiar un vehicle sense l'ajuda d'un ésser humà. El terme s'usa majoritàriament per al·ludir al d'un avió, però també n'hi ha per vaixells.

## Models antics
En els primers dies del transport aeri, les aeronaus exigien una atenció contínua al pilot per poder volar de manera segura. Això creava una exigència molt alta d'atenció a la tripulació i molta fatiga. El pilot automàtic es va dissenyar per a dur a terme algunes de les tasques del pilot i alleujar aquesta situació.
El primer pilot automàtic d'una aeronau va ser desenvolupat a 1912 per Sperry Corporation. Lawrence Sperry (fill del famós inventor Elmer Sperry) el va mostrar dos anys més tard, el 1914, i va demostrar la credibilitat del seu invent fent volar un avió Curtiss mentre mantenia les seves mans en alt però l'invent no va ser patentat.
El pilot automàtic connectava un indicador d'altitud giroscòpic i una brúixola magnètica a un timó, elevador i alerons operats hidràulicament. Això permetia que l'avió volés recte i anivellat respecte a una direcció de la brúixola sense l'atenció del pilot, cobrint així més del 80% del treball total d'un pilot en un vol típic. Aquest pilot automàtic de seguir recte i anivellat segueix sent el tipus més comú, menys car i més fiable. També té el menor error de pilotatge, en tenir els controls més simples.
A principis dels anys 1920 el petrolier de la Standard Oil  JA Moffet  va ser el primer vaixell a usar pilot automàtic.

## Pilots automàtics moderns
Un vol està dividit en les fases de taxi o rodatge, enlairament, ascens, creuer, descens, aproximació i aterratge. Tots aquests processos excepte el de rodatge i enlairament poden ser automatitzats. Durant el rodatge no hi ha cap tipus d'automatització mentre que durant l'enlairament únicament es pot activar el "Autothrottle", la gestió de potència automàtica. En condicions de baixa visibilitat el pilot automàtic de la majoria d'aeronaus és capaç d'aterrar en pista i controlar la desviació horitzontal amb la pista de l'avió, és a dir, mantenir-la en el centre de la pista fins a la desactivació del pilot automàtic i la presa de control per part de la tripulació. Els pilots automàtics tenen la capacitat de volar aproximacions senceres controlant la raó de descens de l'avió i la seva posició horitzontal de manera automàtica mitjançant una aproximació ILS, sistema d'aterratge instrumental. El pilot automàtic sol ser un component integral d'un sistema de gestió de vol.
Els pilots automàtics moderns usen sistemes informàtics per a controlar l'aeronau. El sistema de navegació calcula la posició actual de l'aeronau i envia aquestes dades al sistema de gestió de vol que envia les correccions pertinents de rumb, i altitud, entre d'altres, el pilot automàtic, que fa actuar les superfícies de vol de l'aparell. En un sistema d'aquest tipus, a més dels controls de vol clàssics, moltes aeronaus incorporen la capacitat de gestionar l'empenta mitjançant el autothrottle, per controlar el flux de combustible dels motors i optimitzar la velocitat de creuer, descens i ascens.
El pilot automàtic llegeix la localització i posició de l'aeronau d'un sistema de navegació inercial. Aquests sistemes acumulen errors amb el temps, de manera que incorporen sistemes de reducció d'error, com el sistema carrusel que gira una vegada per minut de manera que els errors es dissipin en diferents direccions i tinguin un efecte global nul. L'error en els giroscopis es coneix com a deriva i es deu a les propietats físiques del sistema, ja sigui mecànic o guiat per làser, que corrompen les dades de posició. Les diferències entre els dos es resolen amb l'ajuda del processament de senyals digitals, normalment amb un filtre de Kalman hexadimensional. Les sis dimensions solen ser balanceig ( roll ), inclinació ( pitch ), orientació ( Yaw ), altitud, latitud i longitud. L'aeronau pot volar rutes que tenen un factor de rendiment exigit, de manera que la quantitat d'error o factor de rendiment real ha de ser monitorat per poder tornar aquestes rutes particulars. Com més llarg sigui el vol més gran serà l'error acumulat en el sistema. Les ajudes de ràdio, com ara DME, actualitzacions DME i GPS, es poden utilitzar per corregir la posició de l'aeronau. Les unitats de referència inercial, per exemple giroscopis, són la base del càlcul de localització a bord (ja que el GPS i altres sistemes de ràdio depèn d'un tercer que proporcioni informació). Aquestes unitats són totalment autocontinguda i fan servir la gravetat i la rotació terrestre per determinar la seva posició inicial. Llavors mesuren l'acceleració per calcular on estan en relació amb el punt de partida. A partir de l'acceleració es pot calcular la velocitat i d'aquesta la distància. Quan se sap l'adreça (gràcies a acceleròmetre s), les unitats de referència inercial poden determinar on estan (amb ajuda de programari adequat).

## Categories d'aterratge de pilots automàtics per a aviació
Els aterratges assistits per instruments estan classificats en categories per la OACI, depenent del nivell de visibilitat exigit i el grau en què l'aterratge pot ser realitzat automàticament sense ajuda del pilot.
- CAT I: Aquesta categoria permet al pilot aterrar amb una altitud de decisió (on el pilot, en funció de si té referències de la pista, ja sigui la pista en si o el sistema de llums d'aproximació, decideix si es continua amb l'aproximació o s'executa una aproximació frustrada) de 200 peus i una visibilitat de 2400 peus. Els pilots automàtics simples són suficients.
- CAT II: Aquesta categoria permet al pilot aterrar amb una altitud de decisió de 100 peus i una visibilitat de 1200 peus. Els pilots automàtics té una exigència d'error passiu.
- CAT IIIa: El pilot automàtic és capaç de realitzar un aterratge amb altitud de decisió menor de 100 peus, i fins i tot ser inexistent (sense Altitud de decisió). El pilot pren el comandament en tocar terra. La taxa d'error del sistema automàtic ha de ser menor d'una milionèsima. L'Abast Visual a la pista o "RVR" no serà mai inferior a 200 metres.
- CAT IIIb: Igual que la IIIa. RVR mínim inferior a 200m però mai inferior a 50m.
- CAT IIIc: Igual que la IIIb. Són els anomenats aterratges zero-zero. Zero visibilitat horitzontal (RVR) i zero visibilitat vertical. L'avió és capaç de mantenir-se alineat amb la pista durant la desacceleració després de la presa. Per raons pràctiques mai s'aterra en aquestes condicions meteorològiques, encara que l'avió pugui aterrar sense referències externes, la fase de rodatge a la terminal sempre es realitza de forma visual o amb l'assistència d'un senyaler. Sense visibilitat és impossible guiar-se per les llums dels carrers de rodament o veure el vehicle del senyaler.